# Tashi Dorji (Adlige)
Ashi Tashi Chodzom Dorji (bhutanisch བཀྲ་ཤིས་མཆོག་འཛོམས་རྡོ་རྗེ; geb. 29. August 1923) ist eine Persönlichkeit in Bhutan. Sie spielt eine wichtige Rolle in der modernen Geschichte, in internationalen Beziehungen und dem kulturellen Leben.

## Leben
Ashi Tashi Dorji, die Schwester von Kesang Choden, der 'Königin-Großmutter', und Großtante des Königs Jigme Khesar Namgyel Wangchuck, wurde am 29. August 1923 im Bhutan House in Kalimpong als Tochter von Sonam Topgay Dorji und der Prinzessin aus Sikkim, Choying Wangmo Dorji, geboren. 1952 wurde sie vom dritten Druk Gyalpo, Jigme Dorje Wangchuck, nach Ostbhutan geschickt, um den Menschen zu helfen, die von den örtlichen Herrschern hart besteuert wurden. Sie hatte die Ermächtigung den Zaps und Tayps (landlosen Klassen) Kidu (Land) zu geben. Dies wurde als Ashi Tashi Thram bekannt und konnte die Massenflucht der Bhutaner aus dem Osten nach Indien beenden. Während ihres Aufenthalts in Trashigang traf sie auf viele Menschen mit Lepra und verbrachte viel freie Zeit mit der Verteilung von Penizillin. Sie schrieb an den König, dass Trashigang ein Lepra-Hospital benötigte. 1954 rekrutierte sie Soldaten für den König und half einen Armeestandort aufzubauen.
1962 vertrat Tashi ihren Bruder Jigme Palden Dorji, den damaligen Premierminister von Bhutan, bei der 14. Sitzung des Beratenden Ausschusses des Colombo-Plans in Melbourne, Australien. Bhutan gehörte nicht zu den 17 Mitgliedsstaaten, aber der australische Premierminister Sir Robert Menzies hatte Lyonchen Jigme als Beobachter eingeladen. Gerade als sich die offizielle Delegation auf die Reise vorbereitete, brach der Chinesisch-Indische Krieg aus. Jigme konnte nicht gehen, also beauftragte er seine Schwester mit der Leitung einer rein weiblichen Delegation, zu der auch seine Frau Tessla Dorji und seine Sekretärin, Benita Dunne, gehörten. Tashi Dorji nahm an allen Veranstaltungen teil und bat darum auch Bhutan in das Programm aufzunehmen. Das Colombo-Protokoll sah vor, dass Bhutan noch zwei Jahre warten sollte, aber Tashi Dorji beeindruckte die Staats- und Regierungschefs mit ihrer Rede so sehr, dass Bhutan sofort eingeladen wurde, sich anzuschließen. Es war die erste internationale Organisation, welcher Bhutan sich anschloss.

## Ehrungen
Am 11. Juli 2018 wurde Ashi Tashi Dorji als erste Bhutanerin zum Ehrenoffizier des Order of Australia ernannt, in Anerkennung der engen Beziehungen zwischen den beiden Ländern.